# Ommatius flavescens
Ommatius flavescens är en tvåvingeart som beskrevs av Scarbrough 2003. Ommatius flavescens ingår i släktet Ommatius och familjen rovflugor.
Artens utbredningsområde är Dominikanska republiken. Inga underarter finns listade i Catalogue of Life.